# Cirrospilus infuscatus
Cirrospilus infuscatus är en stekelart som beskrevs av Gates och Schauff 2003. Cirrospilus infuscatus ingår i släktet Cirrospilus och familjen finglanssteklar. Inga underarter finns listade i Catalogue of Life.